# Eugnosta ensinoana
Eugnosta ensinoana es una especie de polilla de la tribu Cochylini, familia Tortricidae. Fue descrita científicamente por Razowski & Becker en 2007. El nombre de la especie se refiere a El Encino, la localidad tipo.
Su envergadura es de 10-12 mm. El color base de las alas anteriores es crema ocráceo pálido son algo de castaño amarillento, especialmente en el tercio basal del ala. Las alas posteriores son castaño claras.

## Distribución
Se encuentra en México (Tamaulipas).